# ロッカフォルテ・デル・グレーコ
ロッカフォルテ・デル・グレーコ（イタリア語: Roccaforte del Greco）は、イタリア共和国カラブリア州レッジョ・カラブリア県にある、人口約400人の基礎自治体（コムーネ）。

## 地理

### 位置・広がり

#### 隣接コムーネ
隣接するコムーネは以下の通り。
- バガラーディ
- カルデート
- コンドフーリ
- レッジョ・ディ・カラブリア
- ログーディ
- サン・ロレンツォ
- サント・ステーファノ・イン・アスプロモンテ
- シッラ
- シノーポリ